# جيم نورتون (ممثل)
جيم نورتون هو (بالإنجليزية: Jim Norton)‏ ممثل ايرلندي ولد في 4 يناير 1938 في دبلن (جمهورية أيرلندا).

## فيلموغرافيا

### في السنيما
- 1998 : التاريخ الأمريكي إكس - في دور راندي.[3]
- 2002 : هاري بوتر وحجرة الأسرار - في دور السيد ميسون
- 2014 :  قاعة جيمي.[4]
- 2016 : الولد للمخرج وليام برينت بيل: السيد هيلشين.[5]

## روابط خارجية
- جيم نورتون على موقع IMDb (الإنجليزية)
- جيم نورتون على موقع ميوزك برينز (الإنجليزية)
- جيم نورتون على موقع أول موفي (الإنجليزية)
- جيم نورتون على موقع قاعدة بيانات برودواي على الإنترنت (الإنجليزية)
- جيم نورتون على موقع ديسكوغز (الإنجليزية)
- جيم نورتون على موقع قاعدة بيانات الفيلم (الإنجليزية)